# Mark Lewis Polansky
Mark Lewis Polansky (Paterson, New Jersey, 1956. június 2. –) amerikai mérnök, pilóta, űrhajós.

## Életpálya
1978-ban a Purdue Egyetem repüléstechnikai és űrhajózási mérnöki diplomát szerzett. 1980-ban kapott repülőgép vezetői jogosítványt. Szolgálati repülőgépe 1980-1983 között az F–15 volt. 1983-ban az F–5E típusra váltott. 1987-ben tesztpilóta kiképzésben részesült. Az F–15 repülőgépek változatain, technikai módosításain repült illetve tesztelt. Több mint 5000 órát töltött a levegőben, több mint 30 különböző repülőgépet vezetett vagy tesztelt.
1996. május 1-től a Lyndon B. Johnson Űrközpontban részesült űrhajóskiképzésben. Az Űrhajózási Hivatal megbízásából az Space Shuttle pilótákat oktatta, illetve oktató gépeken gyakoroltatta. Három űrszolgálata alatt összesen 41 napot, 10 órát és 50 percet (994 óra) töltött a világűrben. Űrhajós pályafutását 2012. június 30-án fejezte be.

## Űrrepülések
- STS–98, a Atlantis űrrepülőgép 23. repülésének pilótája. A Nemzetközi Űrállomásra szállították az amerikai Destiny laboratóriumot. Első űrszolgálata alatt összesen 12 napot, 21 órát és 21 percet (309 óra) töltött a világűrben. 8 500 000 kilométert (5 300 000 mérföldet) repült, 171 alkalommal kerülte meg a Földet.
- STS–116 a Discovery űrrepülőgép 33., repülésének parancsnoka. Az ISS építéséhez szállítottak rácsszerkezetet (P5).  Összesen 18 óra 15 percet töltöttek űrsétával az űrrepülőgépen/űrállomáson kívül. Második űrszolgálata alatt összesen 12 napot, 20 órát és 44 percet (308 óra) töltött a világűrben. 8 500 000 kilométert (5 300 000 mérföldet) repült, 170 alkalommal kerülte meg a Földet.
- STS–127, az Endeavour űrrepülőgép 23., repülésének parancsnoka. Alapfeladat a japán Kibo és az Integrated Cargo Carrier (ICC) modulok feljuttatása a Nemzetközi Űrállomásra (ISS). Harmadik űrszolgálata alatt összesen 15 napot, 16 órát, 44 percet és 58 másodpercet töltött a világűrben. 10 537 748 kilométert (6 547 853 mérföldet) repült, 248 alkalommal kerülte meg a Földet.